# Bogdan Merkel
Bogdan Ludwik Merkel (ur. 25 sierpnia 1957 w Rudzie Śląskiej, zm. 7 marca 2025) – polski zapaśnik walczący w stylu klasycznym, mistrz i reprezentant Polski, trener.

## Życiorys
W 1979 ukończył Technikum Górnicze w Bytomiu.
Był zawodnikiem Pogoni Ruda Śląska (1968–1979) i Unii Racibórz (1979-1993).
Na indywidualnych mistrzostwach Polski seniorów zdobył osiem medali: złoty w 1984 (90 kg), srebrne w 1979 (kat. 82 kg), 1983 – kat. 90 kg, 1985 – 90 kg, brązowe w 1980 – kat. 82 kg, 1981 (90 kg), 1986 – 90 kg i 1992 (90 kg). W 1997 został też wicemistrzem Polski seniorów w sumo (kat. 115 kg).
Na mistrzostwach świata seniorów w 1985 zajął 5. miejsce w kategorii 90 kg.
Od 1988 pracował w Unii Racibórz jako trener, a jego najbardziej znanym zawodnikiem był Ryszard Wolny. W plebiscycie Nowin Raciborskich został wybrany najpopularniejszym trenerem roku 1997.
W 1988 otrzymał tytuł „Mistrza Sportu”, w 1993 został odznaczony Srebrnym Krzyżem Zasługi.